# كوتشيكامي
كوتشيكامي (باليابانية: こちら葛飾区亀有公園前派出所، بالروماجي:  Kochira Katsushika-ku Kameari Koen-mae Hashutsujo) هي سلسلة مانغا يابانية من تأليف أوسامو أكيموتو، صدرت في 21 سبتمبر عام 1976 حتى 17 سبتمبر عام 2016، في مجلة شونن جمب الأسبوعية، تم تجمع فصولها البالغ عددها 1960 فصول في 200 مجلد تانكوبون، مما يجعلها سلسلة المانغا التي تحتوي على أكبر عدد من المجلدات. أنتجت إلى فيلم من قبل استوديو تاتسونكو برودكشن، عرض في 23 نوفمبر عام 1985، وبلغت مدتة 30 دقيقة، ثم أنتج إلى أنمي تلفزيوني من قبل استوديو غالوب، عرض الأنمي في 16 يونيو عام 1996 حتى 19 ديسمبر عام 2004، على تلفزيون فوجي وتكون 382 حلقة.

## القصة
القصة تحكي مغامرات رجل بوليس مجنون وهو ريوتسو كانكيتشي الملقب بـ ريو سان في حي من صغير في طوكيو، وكيف يحل القضايا الغريبة التي تواجهه في الحي مع مساعدة كيتشي وريكو.

### الدراما التلفزيونية
يلعب جونو دور أراكي كاكونوشين في الحلقة الثالثة، وهو رجل ساموراي يأتي من التاريخ حيث بقيت روحه كل هذه السنين بعد أن مات. حين يجده ريو سان ينوي أن يطرد روحه من المكان ولكن قبل ذلك يبدأ التحقيق معه وذلك بـ المساعدة من نيرو ضابط الشرطة الذي يملك موهبة طرد الأشباح. لكن حين يستمع ريو إلى قصة هذا الساموراي يتعاطف معه ويقرر مساعدته وتحقيق أمنيته وذلك لـ ترحل روحه بسلام.

## الممثلون
كاتوري شينغو في دور
ريوتسو كانكيتشي
كارينا في دور
أكيموتو كاثرين ريكو
هايامي موكوميتشي في دور
ناكاغاوا كيتشي
دور جونو
تاغوتشي جونوسكي في دور
أراكي كاكونوشين (الحلقة 3)

## أغاني الدراما
- أغنية الشارة Kochira Katsushika-ku Kameari Koen-mae Hashutsujo من أداء ريوتسو كانكيتشي

## بعد العرض
نسبة المشاهدة
- الحلقة الأولى: 12.2 %
- الحلقة الثانية: 11.3 %
- الحلقة الثالثة: 7.6 %
- الحلقة الرابعة: 5.9 %
- الحلقة الخامسة: 6.5 %
- الحلقة السادسة: 7.6 %
- الحلقة السابعة: 7.9 %
- الحلقة الثامنة: 11.8 %
- متوسط نسبة المشاهدة: 8.85 %

## وصلات خارجية
- الموقع الرسمي
- Fuji TV KochiKame website
- TBS KochiKame website

كوتشيكامي على موقع IMDb (الإنجليزية)
- كوتشيكامي على موقع قاعدة بيانات الفيلم (الإنجليزية)
- كوتشيكامي على موقع ليتربوكسد (الإنجليزية)
- كوتشيكامي على موقع كينوبويسك (الروسية)